# アーノルド・パーマー
アーノルド・ダニエル・パーマー（Arnold Daniel Palmer, 1929年9月10日 - 2016年9月25日）は、アメリカ・ペンシルベニア州レイトローブ出身のプロゴルファー。
ウェイクフォレスト大学を中退。PGAツアー通算62勝は歴代5位であった。なお、孫のサム・サンダース(1987-、アーノルドの次女エイミーの子)もプロゴルファーの道を歩んでいる。

## 概要
パーマーの父はクラブプロ兼グリーンキーパーであり、5人兄弟の長男として1929年に誕生した。父の影響で7歳の頃からゴルフを始めて、その素質を認められた。ウェイクフォレスト大学に進学し、1954年に全米アマゴルフでデビュー、そのタイトルを獲得すると間もなくプロ入りを表明した。翌1955年にツアーに参加してプロゴルファーとしてデビューした。同年にランク32位となる賞金を獲得した。1958年に最初のマスターズ優勝（第22回大会）、2年後の1960年に最終日の猛チャージで全米オープン唯一度の優勝（第60回大会、チェリーヒルズカントリークラブ）、翌1961年に全英オープン初優勝（第90回大会、ロイヤルバークデール）を果たしている。
パーマーはテレビ時代の最初のスターゴルファーになり、競技スポーツとしてのゴルフを多くの人々に知らせた。熱心なファンが非常に多く、パーマーのファンの集団を指して“Arnie's Army”（アーニーズ・アーミー）と呼ばれるほどであった。
全英オープン初優勝の時は嵐の2日目に73（1オーバー）という驚異的なスコアを出したが、これには1打のペナルティが含まれていた。バンカーの中でボールが動いたと申告して、自ら1打罰を課したもので、パーマー本人以外は誰も確認していないという。この誠実さは、2回の歴史的ミラクルショットで報われた。第3ラウンドの16番ホール（現在の17番ホール）の第3打と、最終ラウンドの15番ホール（現在の16番ホール）の第2打であり、いずれもグリーンをとらえた難しいリカバリーショットであった。当時、アメリカでは全英オープン離れが進みつつあった。理由は渡航費を負担して長距離を移動するが、賞金額が少なく、賞金を獲得してもアメリカPGAツアーの賞金としてカウントされない、勝利してもPGAツアーの公式勝利数にカウントされない（2001年に1860年まで遡って公式勝利と認定）、同時期に行われるPGAツアーの試合を欠場しなければならない等であった。しかし、パーマーはゴルフ発祥の地であるイギリスのゴルフ界へ貢献するため、ボビー・ジョーンズらが記録したグランドスラムに挑戦するため、1960年の第89回大会（セント・アンドルーズ）から渡英して初戦から2位の成績を収め、刻むこと（レイアップ：障害物がある場合、障害物の手前にボールを運ぶこと。例えばグリーン周辺に障害物がある場合、グリーンを直接狙わずグリーン手前にボールを運ぶこと。）を潔しとせず、果敢にピンを狙う攻撃的プレイスタイルでイギリスのゴルフを変え、さらに1962年トゥルーンで全英オープンを2連覇して全英オープンを世界の大舞台に復帰させたと評価する人もいる。
全米オープンでは不運が多かった。パーマーの故郷に近いピッツバーグ郊外のオークモントカントリークラブ開催の1962年の第62回大会では、プロ転向間もないジャック・ニクラスとのプレーオフに敗れた。さらに翌1963年の第63回大会は、1913年のフランシス・ウィメットによるアマチュア初の全米オープン制覇から50年後の記念すべき大会であり、会場も同じボストン郊外のザ・カントリークラブで開催され、3人でのプレイオフとなり、今度は老練なジュリアス・ボロスにも敗れた。さらに1966年、サンフランシスコの名門オリンピッククラブ・レイクコース開催の第66回大会では歴史的な大崩れにより優勝を逃した。好調だったパーマーは最終ラウンドの前半終了時点で2位のビリー・キャスパーに7打差の首位で折り返したが、当時ベン・ホーガンが保持していた全米オープン最小スコアの更新に挑み、無理なショットを続けてスコアを崩し72ホール終了時点でキャスパーと首位タイに並んだ。翌日の18ホールのプレイオフも前日の再現となり、2打リードして前半を終えたが後半に逆転され、キャスパー69対パーマー73の4打差での決着となった。
マスターズには、74歳の2004年まで出場を続行した。これは連続50回の最多連続出場記録となっている。
また、パーマーのライバルでもあるニクラスと並んで全米プロゴルフ選手権37回の最多出場記録を持ち、優勝争いも何度か演じたがメジャー大会の中で唯一優勝できなかったため、グランドスラマーとなることはできなかった。
パーマーは、PGAツアーで歴代5位となる62勝をあげた。引退後、ニクラスに「刻んだことはあるか?」と問われ、パーマーは「ないよ。刻んでいれば、もっと勝てたんだ」と答えたという。日本でも、中嶋常幸が「刻んだことが無い。刻み方がわからない」と発言したことがある。
1998年にペンシルバニア州のロッジにてフリーメイソンに入会した。
2004年にジョージ・W・ブッシュアメリカ大統領より大統領自由勲章を授与された。
2012年9月12日にアメリカ合衆国議会により議会名誉黄金勲章を授与された。
2016年9月25日、心臓疾患の合併症により87歳で没した。

## 逸話
パーマーにはウィニーという妻がいたが、ウィニーによるとパーマーはプレイボーイだった。それでもウィニーはそんな夫であるパーマーを見守りながら、パーマー家を健気に支えていた。
また、パーマーはニクラスと同じドイツ系のプロゴルファーだったが、ニクラスには上流階級ゴルファーのイメージがあったのに対してパーマーは中～下流階級のゴルファーのイメージがあり、そのことで多くの人々がニクラスよりもパーマーに親近感を抱いていた。　

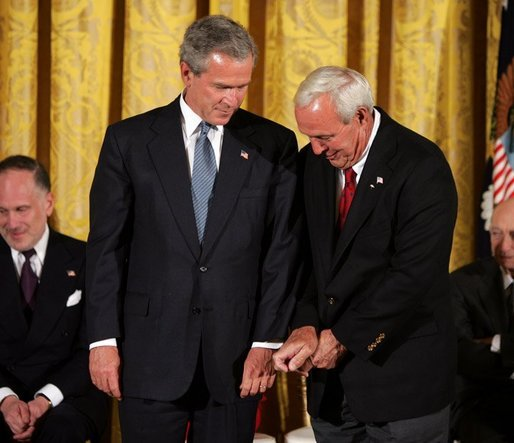
パーマーとジョージ・W・ブッシュ大統領。

彼にちなみ、アイスティーとレモネードを組み合わせた飲み物を「アーノルド・パーマー」という。
飛行機のパイロットとしても有名で、生涯飛行時間は約2万時間。1976年には世界一周を達成している。 
宝塚記念、有馬記念を勝ったメジロパーマーの馬名の由来はアーノルド・パーマーから取ったものである。

## メジャー大会優勝
- マスターズ：4勝（1958年、1960年、1962年、1964年） - 4度優勝はタイガー・ウッズと並ぶ大会歴代2位タイ記録（1位はジャック・ニクラスの6勝）。
- 全米オープン：1勝（1960年）
- 全英オープン：2勝（1961年、1962年）

### シニアメジャー大会優勝
- 全米プロシニア：1勝（1980年、1984年）
- 全米シニアオープン：1勝（1981年）
- シニア・プレーヤーズ選手権：2勝（1984年、1985年）